# Biancas Ragwurz
Biancas Ragwurz (Ophrys biancae (Tod.) Macch.) ist eine Art der Gattung Ragwurzen (Ophrys) in der Familie der Orchideengewächse (Orchidaceae). Sie wird auch als Unterart Ophrys fuciflora subsp. biancae (Tod.) Faurh. oder Ophrys oxyrrhynchos subsp. biancae (Tod.) Galesi, Cristaudo & Maugeri angesehen. Sie blüht meist 2 bis 3 Wochen früher als die Schnabel-Ragwurz (Ophrys oxyrrhynchos).

## Beschreibung
Diese mehrjährige krautige Pflanze erreicht Wuchshöhen zwischen 10 und 25 cm. Sie hat vier bis sechs grundständige Laubblätter.
Der Blütenstand umfasst vier bis zehn Blüten. Die Kelchblätter sind normalerweise weißlich bis rosa gefärbt, sie können aber selten auch grünlich erscheinen. Die seitlichen Kronblätter sind rosa bis rot und breit dreieckig. Die rundum behaarte Lippe ist in der Mitte braunrot oder selten auch dunkelbraun. Dies hebt sich von dem gelben Rand klar ab.
Die Blütezeit erstreckt sich von März bis April.

## Standort und Verbreitung
Man findet diesen Vertreter der Ragwurzen in lichten Kiefernwäldern und Garriguen in Höhenlagen zwischen 45 und 650 Metern Meereshöhe. Diese Art ist endemisch in Südostsizilien.

## Taxonomie
Biancas Ragwurz wurde 1842 von Agostino Todaro (1818–1892) in Orchideae siculae sive enumeratio orchidearum in Sicilia hucusque detectarum ... Seite 83 als Arachnites biancae erstbeschrieben. Sie 1881 wurde von Luigi Macchiati (1852–1921) in Nuovo Giornale Botanico Italiano; e Bollettino della Societa Botanica Italiano Band 13 Seite 315 als Ophrys biancae in die Gattung Ophrys gestellt. Sie wurde dann 2002 als Unterart Ophrys holoserica subsp. biancae (Tod.) Faurh. & H.A.Pedersen in Die Orchidee (Hamburg) Band 53, Teil 3, Seite 345 in die Art Ophrys holoserica gestellt. Synonyme sind Ophrys oxyrrhynchos subsp. biancae (Tod.) Galesi, Cristaudo & Maugeri und Ophrys fuciflora subsp. biancae (Tod.) Faurh.